# Euro Marine Logistics
Euro Marine Logistics NV ou EML est un des principaux armateurs européens spécialisé dans le domaine du transport maritime à courte distance de véhicules et de colis divers en navire roulier. EML est une société à responsabilité limitée publique (Naamloze Vennootschap) et est issue d'une coentreprise entre Mitsui OSK Lines et Hoegh Autoliners.

## Histoire
Le nom de la compagnie Euro Marine Logistics NV est récent, mais ses origines remontent à l'année 1990. Vers cette époque, une autre compagnie, Euro Marine Carrier BV (EMC), est fondée et est basée à Amsterdam aux Pays Bas. En 2011, à la suite d'un changement dans les parts du capital de la société, EMC est renommée Euro Marine Logistics NV (EML).

## Chiffres clés

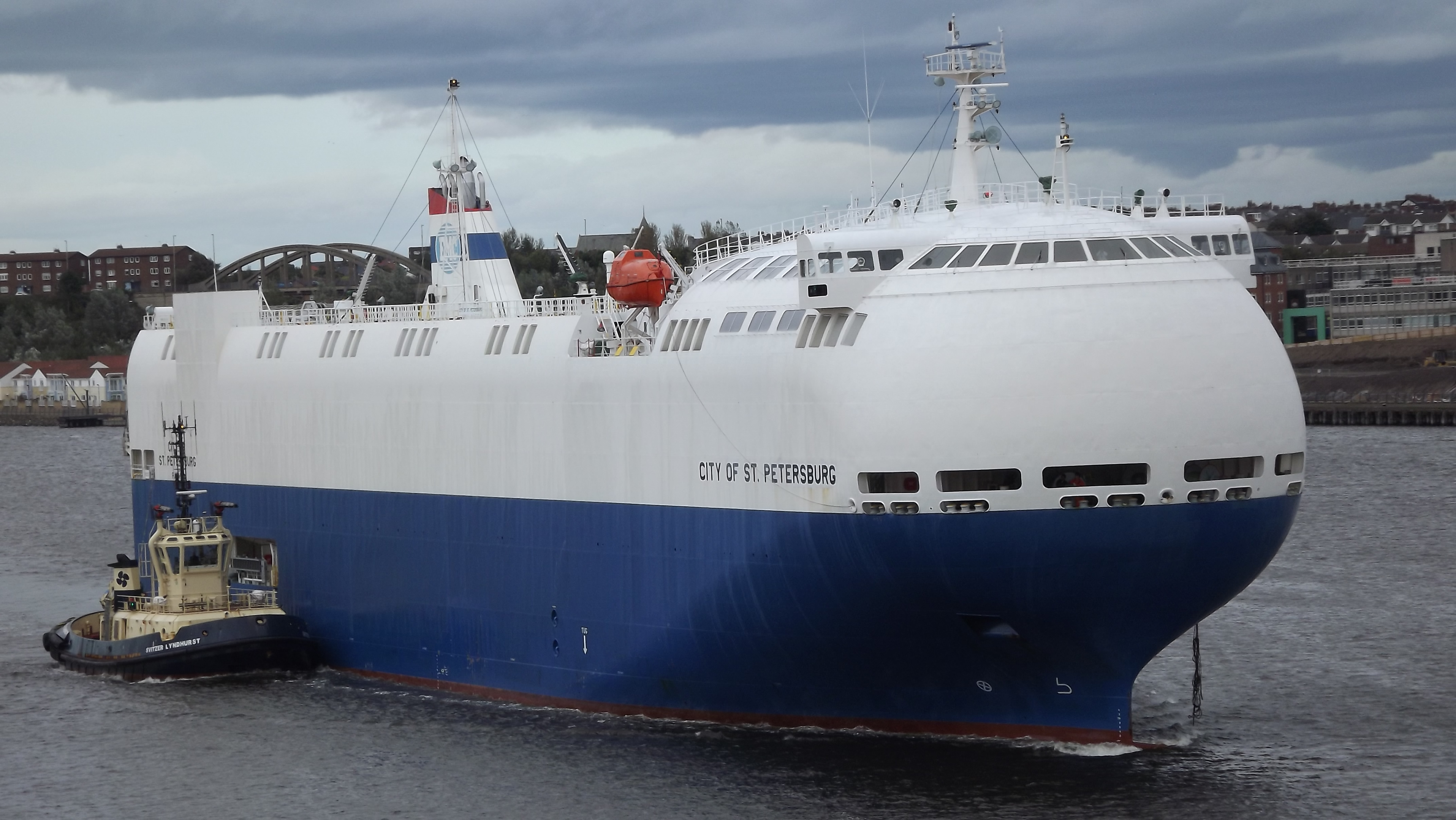
Un bateau de EML, le navire roulier City of St. Petersburg à Newcastle.

Basée à Bruxelles en Belgique, EML opère sur 6 lignes une flotte de 15 navires  avec une capacité de transport de plus de 33 000 CEU. Doté d’une flotte diversifiée, la société dessert 27 ports de commerce dans 17 pays différents. Elle est présente sur la Mer Méditerranée, la Mer du Nord et la Mer Baltique. Grâce à cette présence et sa politique telle que la combinaison de petits, moyens et grands navires, la société  EML transporte chaque année un volume de 950,000 de CEU (estimation 2015).

## Environnement
Le transport maritime  à courte distance est le moyen de transport le plus écologique, proposant des services moins coûteux que les
autres moyens.  En tant que leader du transport maritime à courte distance en Europe et acteur sur la Mer du Nord et sur la Mer Baltique, EML s’est engagé à réduire ses émissions (SOx, NOx…) dans le but de limiter l’impact de son activité sur le changement climatique. Afin d’atteindre au mieux cet objectif, EML utilise un fioul à très basse teneur en soufre et fait partie de la 'Trident Alliance'.